# Vallée de Qinngua
La vallée de Qinngua, également appelée Qinnquadalen, Kanginsap Qinngua, et Paradisdalen, au Groenland, se trouve à environ 15 kilomètres de la colonie la plus proche, Tasiusaq, Kujalleq. Elle héberge la seule forêt naturelle du Groenland. 

## Géographie
La vallée de Qinngua mesure environ 15 km de long, allant du nord au sud et se terminant au lac Tasersuag. Le lac se déverse dans le fjord Tasermiut. Les montagnes s’élèvent jusqu’à 1 500 mètres de chaque côté de la vallée étroite. 

## Climat et flore
La vallée de Qinngua pourrait avoir le climat le plus chaud de tout le Groenland. La vallée est située à environ 50 km de la mer et protégée des vents froids des glaciers intérieurs du Groenland. Au total, plus de 300 espèces de plantes poussent dans la vallée. La forêt de la vallée de Qinngua est un bosquet composé principalement de bouleau pubescent (Betula pubescens) et de saule gris (Salix glauca), atteignant une hauteur de 7 à 8 mètres (23 à 26 pieds). La sorbier du Groenland (Sorbus groenlandica), qui est généralement un arbuste, pousse parfois jusqu'à hauteur d'arbre.  L'aulne vert (Alnus crispa) est également présent dans la vallée. 
Il est possible que d'autres forêts de ce type aient déjà existé au Groenland, mais qu'elles aient été défrichées par les premiers colons pour obtenir du bois de chauffage ou des matériaux de construction. La vallée a été déclarée zone naturelle protégée en 1930. 
Bien que presque tout le Groenland libre de glace ait un climat de toundra arctique (ET dans la classification climatique de Köppen), la vallée de Qinngua pourrait avoir un climat de type subarctique.

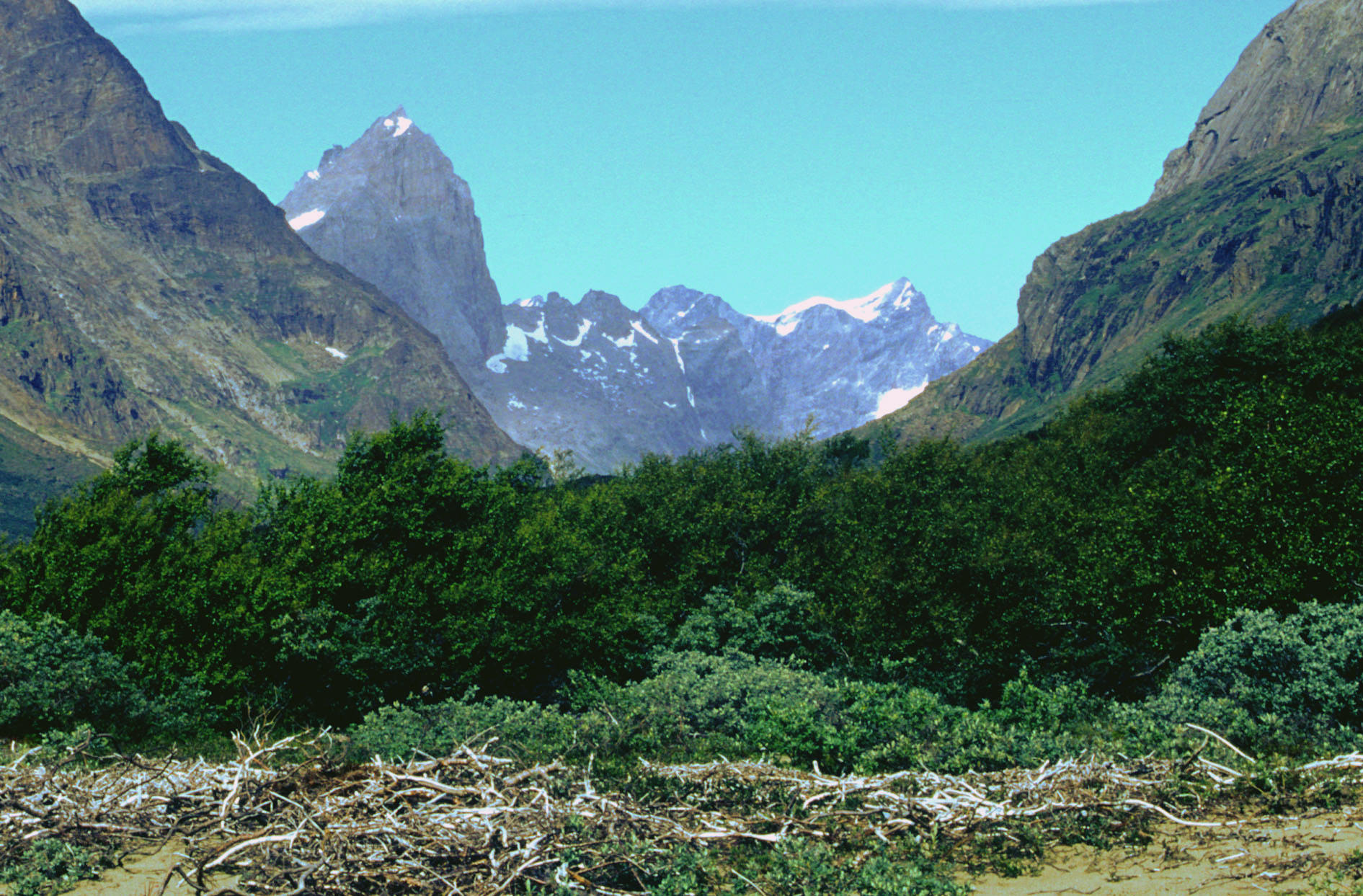
Vue de la vallée de Quinngua en janvier 2008